# 石神深道
石神 深道（いしがみ ふかみち、2005年10月22日 - ）は、中央競馬（JRA）・美浦トレーニングセンターの騎手。茨城県出身。父は騎手の石神深一。

## 来歴
2021年に競馬学校騎手課程に入学。（第41期)。
2024年3月に美浦・和田正一郎厩舎から騎手デビュー。2024年3月31日の中山1R（3歳未勝利）でザロックに騎乗して1着となりJRA初勝利を挙げた。

## 騎乗成績

### 概要
|        | 日付          | 競馬場・開催   | 競走名    | 馬名               | 頭数 | 人気 | 着順 |
| ------ | ------------- | -------------- | --------- | ------------------ | ---- | ---- | ---- |
| 初騎乗 | 2024年3月2日  | 2回中山3日目1R | 3歳未勝利 | プリンセスアメリカ | 16頭 | 15   | 16着 |
| 初勝利 | 2024年3月31日 | 3回中山4日目1R | 3歳未勝利 | ザロック           | 13頭 | 3    | 1着  |

### 年度別成績
石神深道の年度別成績（netkeiba.com）参照